# 압꾸정
《압꾸정》은 2022년에 개봉한 대한민국의 영화이다.

## 캐스팅

### 주연
- 마동석 : 강대국 역
- 정경호 : 박지우 역
- 오나라 : 오미정 역
- 최병모 : 조태천 역

### 조연
- 류승수 : 장 원장 역
- 임형준 : 임형준 역
- 나광훈 : 왕 회장 역
- 길해연 : 김 회장 역
- 차우진 : 오 형사 역
- 김찬형 : 박 형사 역
- 한보름 : 한비 역

### 그 외 출연진
- 김서연 : 두비 역
- 정보민 : 세비 역
- 남미정 : 민기천 역
- 박지훈 : 김 실장 역
- 손성찬 : 강남구청장
- 김경란 : 러브 페이스 진행자 역
- 김혜원 : 왕 회장 통역 역
- 전제이 : 왕 회장 비서 역
- 강신철 : 경제팀 형사 1 역
- 박성일 : 경제팀 형사 2 역
- 전진오 : 사채업자 1 (기철) 역
- 서문호 : 라이스걸스 매니저 역
- 오연서 : 홍규옥 역 (특별출연)
- 정지소 : 유리 역 (특별출연)
- 진선규 : 브로커 역 (특별출연)
- 김숙 : 김숙 역 (특별출연)
- 오희준 : 발렛남 역 (특별출연)
- 이지혜 : 이지혜 역 (특별출연)

## 참고 사항
- 마동석, 임형준, 서문호는 영화 《성난황소》 이후로 5개월만에 재회하는 작품이다.
- 마동석, 김찬형, 차우진, 전진오, 서문호는 영화 《범죄도시 2》 이후로 1개월만에 재회하는 작품이다.
- 마동석, 임형준, 차우진, 진선규, 서문호는 영화 《롱 리브 더 킹: 목포 영웅》 이후로 4개월만에 재회하는 작품이다.
- 마동석과 오연서는 MBC 월화드라마 《히트》 이후로 16개월만에 재회하는 작품이다.
- 정경호와 박성일은 JTBC 월화드라마 《무정도시》 이후로 10개월만에 재회하는 작품이다.
- 박성일은 KBS2 TV소설 드라마 《순금의 땅》 이후로 9개월만에 재회하는 작품이다.